# Artemisia (Hasse)
Artemisia ist eine Barockoper in drei Akten von Johann Adolph Hasse nach einem Libretto von Giovanni Ambrogio Migliavacca. Die Opera seria (ital.: Dramma per musica) wurde 1754 in Dresden uraufgeführt.

## Hintergrund der Handlung
Titelgestalt der Oper ist die im 5. Jahrhundert v. Chr. lebende Artemisia, Tochter des Lygdamis von Halikarnassos und nach dessen Tod Königin von Karien als Vormund ihres Sohnes Pisindelis. In der Handlung der Oper geht es um die Entdeckung der Identität des bisher verkannten Dardanus als wahren Thronerben. Die Handlung beruht, wie für diese Opernart üblich und die stark von Pietro Metastasio beeinflusst wurde, dessen Schüler Giovanni Ambrogio Migliavacca war, auf einem mythologischen und heroischen Stoff um Adlige und Könige.
Schauplatz ist Halikarnassos, eine Seestadt am Ionischen Meer. Der Zeitpunkt ist die Nacht, in welcher Artemisia in dem Hafen von Halikarnassos wieder anlangt, von der man voraussetzt, dass sie nach der berühmten Seeschlacht bei Salamina mit den Griechen Friede gemacht habe.
Als Quellen für den Opernstoff führt Migliavacca die antiken Historiker an: Herodots Historien im 7. Buch, Justin. im 7. Buch, Polyainos im 8. Buch, Pausanias im 3. Buch, Ptolom. Hephaist, beim Phot. und andere.

„Zwo berühmte Königinnen von Carien, nämlich die Tochter des Ligdamus, und die Wittwe des Mausolus, haben den Namen Artemisia unsterblich gemacht. Die erste dieses Namens ist die Heldin von gegenwärtigem Singespiele. Die Geschichte hat uns sowohl deren tapfere Thaten, die sie in der denkwürdigen Unternehmung des Königs Xerxes gegen Griechenland getan hat, als auch ihre unglückliche Neigung zu Dardanus aus Abido hinterlassen. Die Dunkelheit, mit welcher bey den Geschichtschreibern sowohl des Dardanus seines Standes, als der Artemisia ihres Herkommens gedacht wird, hat Freyheit genug gelassen, das wahrscheinliche, was hier erdichtet wird, auf das wahre zu bauen, was uns jene berichtet haben. Herod. im 7. B. Justin. im 7. B. Poly. im 8. B. Pausan. im 3. B. Ptolom. Hephaest. beym Phot. und andere.
Der Schauplatz ist in Halicarnaßus, einer See-Stadt am Ionischen Meere. Die Haupt-Handlung besteht darinnen, daß Dardanus endlich erkannt wird. Der Zeit-Punkt ist die Nacht, in welcher Artemisia in dem Hafen von Halicarnaßus wieder anlangt, von der man voraus setzet, daß sie nach der berühmten Seeschlacht bey Salamina mit den Griechen Friede gemacht habe.“

## Handlung

### Erster Akt
Die Szene beginnt mit der Arie des Nicander (A), einer der Großen des Reiches und Freund des umtriebigen Sebaste, in der er schwört, bei der Intrige gegen Artemisia mitzuhelfen: „Ich weiß, es ruft mich meine Pflicht, doch meine Tugend lässt mich nicht“. Danach kehrt Artemisia nach errungenem Sieg in der Seeschlacht bei Salamina und erzwungenem Friedensschluss mit den Griechen in ihr Reich zurück und wird von ihren Untertanen wegen ihrer Tugend, Geistesgaben und Schönheit gepriesen und in Lobeschören begrüßt. In den Jubel hinaus verkündet Artemisia, dass sie beabsichtige, den obersten Feldherrn Dardanus (A) zu ehelichen.
Das schreckt die Oberen ihres Reiches vollends auf, da sie schon geplant hatten, ihr die Herrschaft streitig zu machen.
Einer der Kontrahenten ist Sebaste (T), einer der so genannten drei Großen des Reiches. Seine (nicht mitspielende) Frau Ismene und er hatten (wie erst im zweiten Akt offenbart wird) den leiblichen Sohn des verstorbenen Königs zur „Aufbewahrung“ bekommen, um ihn anstelle des eigenen Sohnes (= Dardanus) zu erziehen. Deswegen hatte er seinen leiblichen Sohn zunächst in die Fremde gegeben, um ihn erst danach als Pflegesohn wieder aufzunehmen. Deshalb glaubt Sebaste nunmehr berechtigterweise, dass Idaspe (S) der rechtmäßige Nachfolger auf dem Königsthron und Dardanus „nur“ sein eigener Sohn ist.
Neben Sebaste und Idaspe sind auch Prinzessin Erenice (S) und Oronte (MS) gegen die Hochzeits Artemisias mit Dardanus. Durch einen Volkstumult, den sie anzuzetteln beabsichtigen, wollen sie bewirken, dass Artemisia Oronte ehelicht und damit er die Krone bekommt. Erenice hingegen möchte Idaspe heiraten und gleichzeitig Dardanus als Liebhaber halten.
In einem anonymen Brief wird Artemisia mitgeteilt, dass es noch ein angeblich rechtmäßigen Thronerben gebe, dem Dardanus, quasi durch eine Verschwörung, sein Recht nehmen und alle Macht an sich reißen wolle. Gleichzeitig wird Dardanus von Sebaste direkt aufgefordert, auf die Königswürde zu verzichten.
Um jetzt aber noch etwas Dramatik in die so schon verworrene Handlung zu bringen, wird Orontes Sohn Idaspes, der ja eigentlich König werden soll, abtrünnig und schlägt sich auf die Seite Dardanus', den er seiner Solidarität versichert. Er verzichtet öffentlich auf den Thron und klärt gleichzeitig in einem anonymen Brief Dardanus über Sebastes Verschwörung auf.
Da er nunmehr befürchtet, Sebaste könne gewaltsame Schritte gegen Artemisia unternehmen, begibt sich Dardanus bewaffnet in das Vorzimmer ihrer Gemächer, wohin jedoch gleichzeitig Sebaste mit seinen Gefolgsleuten kommt. Diesen gelingt es, vor Artemisia allen Verschwörungsverdacht auf Dardanus zu lenken, zumal in Artemisia das Gift des anonymen Briefes (Dardanus unterdrücke einen rechtmäßigen Thronerben) bereits gewirkt hat. Dardanus wird festgenommen und begibt sich, ohne Artemisia über die wahren Zusammenhänge aufzuklären und damit seinen Pflegevater bloßzustellen.

### Zweiter Akt
Sebaste eröffnet dem von Artemisia erwählten Dardanus das oben schon Geschilderte, also dass Idaspe der rechtmäßige Thronerbe und er, Dardanus der leibliche Sohn, den er in die Fremde gegeben und erst später als Stiefsohn wieder aufgenommen habe. Als Beweis dafür werde ein Schriftstück seiner verstorbenen Frau Ismene dienen.
Artemisia indes ist zur Versöhnung mit Dardanus bereit. Als dieser nun aber, aus Rücksicht auf den „Vater“ und die kurz zuvor gehörten Zusammenhänge die Wahrheit verschweigend, dies ablehnt, bricht Artemisia mit ihm und droht ihm gar mit dem Tod. Nicander und Idaspe bitten um Gnade – jedoch ohne Erfolg. Erenice, die Dardanus auch liebt (zur Enttäuschung von Idaspe, dem das nicht verborgen geblieben ist), will um dessen Leben kämpfen und schwört ihrem Bruder Orontes, der nun mit allen Mitteln König werden will, die Feindschaft.
Artemisia erkennt in Erenice nicht nur eine Rivalin, sondern befürchtet sogar, dass Dardanus mit ihr auf den Thron steigen will und sieht darin sein Schweigen begründet. Sie beschließt deshalb Erenice mit Idaspe zu verheiraten. Wieder gibt sich Dardanus Artemisia nicht zu erkennen – jetzt aber, um Idaspe nicht um seinen vermeintlichen rechtmäßigen Thronanspruch zu bringen.
So fühlt sich Artemisia in ihrem Verdacht, Dardanus habe einen Thronerben vorenthalten, und will nur noch seinen Tod. Erenice aber erhält von Dardanus nicht das gewünschte Liebesgeständnis. Im Gegenteil: Dardanus erklärt, auch er wolle nur noch sterben.

### Dritter Akt
Der dritte Akt beginnt mit dem Besuch Idaspes bei Dardanus im Gefängnis. Dardanus bittet ihn (da er immer noch glaubt, dass Idaspes der rechtmäßige Thronerbe sei), an seiner statt die Königin zu lieben. Aus Freundschaft willigt Idaspe ein. Erenice bietet Dardanus den Schutz Orontes an, wenn er sie lieben würde. Dardanus schlägt das Angebot aus, da er allein Artemisia liebe.
Oronte will mit seinen Gefolgsleuten den Thron mit Gewalt nehmen und vorher Dardanus aus dem Gefängnis in seine Gewalt bringen.
Sebaste hat die Vorbereitungen für die Inthronisierung Idaspes abgeschlossen. Nicander soll nun den Brief der Ismene (der verstorbenen Frau Sebastes) holen, der vor der Öffentlichkeit die Zusammenhänge, warum Idaspe neuer König werde, eindeutig beweisen soll.
Artemisia gegenüber bedauert Sebaste, was er Dardanus, seinem leiblichen Sohn, alles habe antun müssen. Artemisia erklärt daraufhin den Verzicht auf die Königswürde und Dardanus zu lieben.
Da verbreitet sich das Gerücht, dass Oronte die Burg angreife und vorher Dardanus getötet habe. Daraufhin fällt Artemisia in Trauer um ihren verlorenen Liebhaber. Dieser hatte es jedoch vermocht, sich jedoch selbst aus dem Gefängnis befreien und trifft nun vor Artemisia mit Oronte zusammen.
Oronte erklärt seine Bereitschaft, mit ihm das Reich zu teilen, wenn er dafür Artemisia bekäme. Doch Dardanus gelingt es, Oronte zu entwaffnen. Als er nunmehr verkündet, dass Idaspe der rechtmäßige Erbe des Throns sei, erklärt Artemisia, sie wolle den Thron aufgeben, um mit ihm zusammen glücklich zu werden.
Doch schließlich kommt es doch noch zur Auflösung und das glückliche Ende naht. Nicander verliest Ismenes Testament, das offenbart, dass Ismene aus Mutterliebe den Befehl ihres Mannes missachtet und die Kinder nicht vertauscht hatte. Somit wurde nicht der eigene Sohn weggegeben, sondern der Königssohn. Somit ist klar, dass Dardanus der eigentliche Thronerbe ist und damit Dardanus' und Artemisias Glück nichts mehr im Wege steht. Beide sind zudem königlichen Geblüts und einander ebenbürtig. Idaspe hingegen sei der echte Sohn Ismenes und Sebastes.

## Geschichte
Die Oper wurde im Dresdner Opernhaus am Zwinger zur Karnevalszeit 1754 uraufgeführt – und zwar am 6. Februar 1754. Sie folgte damit der Karnevalsoper 1754 Solimano, die einen herausragenden Erfolg hatte und alles bislang Dagewesene in den Schatten stellte.
Wohl weil Solimano so ein umfassender Erfolg war, ging Artemisia in seinem Schatten unter. Auch über die Wiederaufführung zur Eröffnung der Karnevalsaison des Folgejahres am 7. Januar 1755 (zu der wohl auch das Libretto gedruckt wurde) verliert der sonst so eloquent und ausführlich über die einzelnen Karnevalsopern berichtende Moritz Fürstenau in seiner 1862 erschienenen Geschichte der Musik und des Theaters in Dresden nicht viel.
Anhand des Librettos und der Darstellung bei Fürstenau erfahren wir, dass das Bühnenbild für die Uraufführung von Carl Ambrogio Zucchi geschaffen wurde. Des Weiteren erfahren wir die ursprüngliche Besetzung:
- Teresa Albuzzi-Todeschini (Artemisia)
- Angelo Maria Monticelli (Dardano),
- Angelo Amorevoli (Sebaste),
- Giuseppe Belli (Idaspe),
- Caterina Pilaja (Erenice),
- Bartolommeo Puttini (Oronte) und
- Pasquale Bruscolini (Nicandro) besetzt.

Darüber hinaus erfahren wir als Besonderheit nur noch, dass mit der Erstaufführung der Artemisia 1754 Pasquale Bruscolini sein Debüt in Dresden gab, obwohl er schon ab 6. März 1753 mit 1500 Talern Besoldung in Diensten des Sächsischen Hofes stand. Er wird beschrieben als „ein guter Altist“, der „vorher mit Salimbeni in Berlin gewesen“ war.
Als Glanzlicht dieser Oper wird die Arie der Artemisia im 3. Akt (9. Auftr.) als „prächtige Scene ..., welche sich durch originelle Anwendung der Fagotts hervortat“ und die „sehr gefiel“ beschrieben.
Eine Wiederaufführung in adaptierter Form geschah Januar 1778 in Berlin. Die Hauptrolle der Artemisia sang Elisabeth Mara. Dazu mussten – auf ausdrücklichen Wunsch des Königs Friedrich des Großen – die Rollen der Artemisia und des Nicander von Hofkapellmeister Johann Friedrich Reichardt neu komponiert werden, was in einigen Reichardt-Biographien zu der fälschlichen Annahme führte, die gesamte Komposition sei von diesem.
Eine moderne Wiederaufführung der Urfassung erfolgte anlässlich der Dresdner Musikfestspiele 1994 unter musikalischer Leitung von Frieder Bernius mit der Capella Sagittariana Dresden und den Solisten:
- Helene Schneiderman (Artemisia, abweichend zur Partitur mit einer Sopranistin besetzt),
- Arno Raunig (Dardano),
- William Kendall (Sebaste),
- Randall Wong (Idaspe),
- Gabriele Rossmanith (Erenice),
- Martina Borst (Oronte, abweichend zur Partitur mit einem Mezzosopran besetzt),
- Derek Lee Ragin (Nicandro, mit Altus besetzt) sowie dem Kammerchor Stuttgart.

Diese wurde letztmals am 10. April 1999 in ganzer Länge im MDR-Kulturradio Figaro ausgestrahlt. Darüber hinaus gab es eine massiv gekürzte Zusammenfassung mit ausführlicher redaktioneller Begleitung durch Christiane Lehnigk beim Deutschlandradio Kultur.